# The Nymph’s Reply to the Shepherd

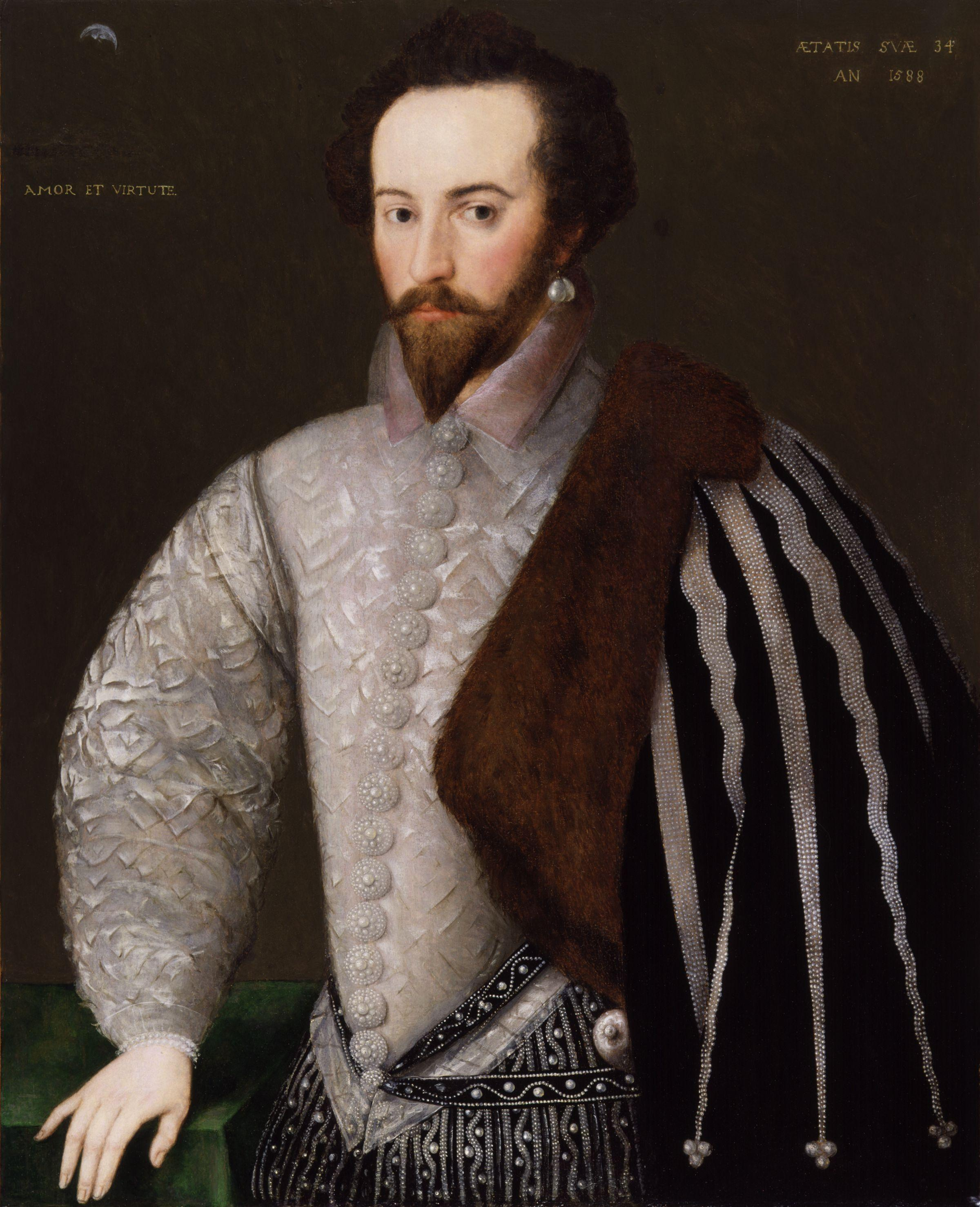
Walter Raleigh im Jahr 1855

The Nymph’s Reply to the Shepherd (deutsch: Der Nymphe Entgegnung, wörtlich: „Die Antwort der Nymphe an den Schäfer“) ist in der englischen Literatur der Titel eines Gedichtes von Walter Raleigh aus dem Jahr 1600, welches auf Christopher Marlowes Gedicht The Passionate Shepherd to His Love (deutsch: Der Schäfer an sein Lieb, wörtlich: „Der leidenschaftliche Schäfer an seine Liebste“) aus dem Jahr 1599 antwortet und dieses parodiert. In ihrer Antwort auf das Werben des Schäfers weist die Nymphe Punkt für Punkt sein Angebot eines vergänglichen Lebens der Leidenschaft und pastoralen Idylle ab.

## Analyse
Auf stilistischer Ebene zählen die Gedichte von Marlowe und Raleigh zur Pastoralpoesie. Sie bestehen aus sechs Vierzeilern mit einem Reimschema von [aabb ccdd eeff gghh iibb jjbb] (Paarreim). Auf kompositorischer Ebene bestehen die beiden Gedichte aus jambischen Vierhebern (d. h. aus Abfolgen von acht Silben, die abwechselnd unbetont und betont sind): Jede Strophe besteht aus zwei Verspaaren, bei denen beide Verse je vier Jamben enthalten. Das Gedicht enthält eine Vielzahl rhetorischer Figuren, wie z. B. Metaphern und Alliterationen.

Die Nymphe ist eine Figur aus der griechischen Mythologie, welche, historisch betrachtet, in der englischen Lyrik die Natur sowie die Endlichkeit des Lebens, der Jugend und der Liebe repräsentiert. Diese Endlichkeit von Leben, Jugend und Liebe zeigt die Nymphe dem Schäfer auch in dem Gedicht auf. Als Antwortgedicht ist The Nymph’s Reply to the Shepherd in der Ich-Perspektive geschrieben. In der ersten Strophe sagt die Nymphe dem Schäfer, dass sie als seine Geliebte mit ihm zusammenleben würde, wenn die Welt perfekt wäre, aber in der zweiten Strophe erinnert sie ihn dann daran, dass die schönen Dinge im Leben, wie z. B. Blumensträuße, vergänglich sind. In Marlowes Gedicht The Passionate Shepherd to His Love repräsentieren die Blumen, die der Schäfer der Nymphe anbietet, die Jugend, jedoch sind sie auch immer mit dem Tod konnotiert, wie die Nymphe in Raleighs Gedicht anmerkt.

The Nymph’s Reply to the Shepherd als Gedicht aus dem Elisabethanischen Zeitalter (1558–1603) des 16. Jahrhunderts war im Übrigen nicht die einzige poetische Antwort auf das Gedicht von Christopher Marlowe: Im Jahr 1940 stellte sich William Carlos Williams mit dem Gedicht Raleigh was Right (deutsch: „Raleigh hatte recht“) auf die Seite von Walter Raleigh und damit gegen Marlowe.

## Das Gedicht
The Nymphs Reply to the Shepherd

von Walter Raleigh (1552–1618)

If all the world and love were young,

And truth in every shepherd’s tongue,

These pretty pleasures might me move

To live with thee and be thy love.

Time drives the flocks from field to fold

When Rivers rage and Rocks grow cold,

And Philomel becometh dumb;

The rest complains of cares to come.

The flowers do fade, and wanton fields

To wayward winter reckoning yields;

A honey tongue, a heart of gall,

Is fancy’s spring, but sorrow’s fall.

Thy gowns, thy shoes, thy beds of roses,

Thy cap, thy kirtle, and thy posies

Soon break, soon wither, soon forgotten:

In folly ripe, in reason rotten.

Thy belt of straw and Ivy buds,

Thy coral clasps and amber studs,

All these in me no means can move

To come to thee and be thy love.

But could youth last and love still breed,

Had joys no date nor age no need,

Then these delights my mind might move

To live with thee and be thy love.
Der Nymphe Entgegnung

Übersetzung von Adolf von Marées (1801-1874)

Wär’ Welt und Lieben immer jung,

Und Wahrheit auf des Schäfers Zung’,

Wohl regte solche Lust den Trieb,

Bei Dir zu leben, als dein Lieb!

Doch sucht die Heerde Dach und Fach,

Wird kalt der Felsen, rast der Bach:

Dann wird auch Philomele stumm,

Ob nah’nder Sorge klagt’s ringsum!

Die Blume welkt, im üpp’gen Feld

Gericht der strenge Winter hält;

Ein Honigmund, ein gallicht Herz

Ist Lenzeslust und Winterschmerz.

Dein Kleid, dein Latz, dein Rosenbettchen,

Die Schuhe, Häubchen und Bouquetchen

Vergehen bald; sie sind nur wichtig

Für Thorheit, für Vernunft doch nichtig.

Dein Gurt aus Stroh und Eibenschoß,

Dein Ambraknopf, Korallenschloß, --

Dies Alles regt nicht meinen Trieb,

Bei dir zu leben als dein Lieb!

Blieb’ Jugend frisch und Liebe neu,

Zeit ohne Leid, Freud’ ohne Reu’:

Wohl regte solche Lust den Trieb,

Bei dir zu leben als dein Lieb!

## In der Populärkultur
In dem Film Günstling einer Königin (Originaltitel: The Private Lives of Elizabeth and Essex) (1939, in Deutschland: 1951) wird das Gedicht genutzt, um die sexuelle Spannung zwischen den Protagonisten, welche die zentrale Handlung des romantischen Dramas ausmacht, zu vermitteln. Mistress Margaret Radcliffe (Nannette Fabrey) bietet der Königin an, Marlowes The Passionate Shepherd to His Love für sie zu singen, während Lady Penelope Gray (Olivia de Havilland), die in den Earl of Essex verliebt ist, trotz der Proteste der verängstigten Hofdamen, die ebenfalls der poetischen Rezitation lauschen, Raleigh’s Zurückweisung, The Nymph’s Reply to the Shepherd singt. Die Darbietung der Gedichte weckt in Elisabeth I. von England die Angst, dass ihre Liebe zu Robert Devereux, dem Zweiten Earl of Essex (Errol Flynn) aufgrund ihres Altersunterschiedes von 32 Jahren zum Scheitern verurteilt ist.

Im Verlaufe der Rezitation wird Königin Elisabeth (Bette Davis) durch jeden Vers mehr verärgert, bis sie in einem lauten Zornesausbruch Gegenstände auf die Spiegel im Raum schleudert und schreiend gebietet, dass alle Spiegel aus dem Palast entfernt werden sollen. Die entsetzten Frauen fliehen mit den zerstörten Spiegeln und lassen Elisabeth allein mit Margaret zurück, die in einer Ecke des Raumes leise weint. In einem Anflug von Zärtlichkeit gegenüber Margaret hält Elisabeth eine Rede über die Bedeutung von Noblesse oblige und verspricht ihr, nach Margarets Geliebten aus Irland schicken, welcher dort gegen den Earl of Tyrone kämpft. Zu dem Zeitpunkt ist Margarets Liebster allerdings bereits im Krieg gefallen. Die eifersüchtige Penelope beteiligt sich an einem Komplott, um die Korrespondenz zwischen Königin Elisabeth und dem Earl of Essex zu unterbinden. Die fehlende Kommunikation zwischen Elisabeth und dem Earl beschädigt das Vertrauen der beiden ineinander auf irreparable Weise. In Maxwell Andersons Theaterstück Elizabeth the Queen (Deutsch: Elisabeth die Königin) aus dem Jahr 1930, auf welchem der Film basiert, werden die Gedichte von Marlowe und Raleigh, die in der Verfilmung eine durchaus große Rolle spielen, im Übrigen nicht verwendet.